# Club Sport José Olaya
El Sport José Olaya fue un club de fútbol peruano perteneciente al distrito de Distrito de Chorrillos, del Departamento de Lima. Fue fundado en 1919 y jugó en el torneo de Primera División de 1928.

## Historia
El club Sport José Olaya fue un club de fútbol peruano, del Distrito de Chorrillos, fundado el 16 de julio de 1919. En sus inicios, practicó el fútbol con otros equipos chorrillanos contemporáneos. Luego amplió a equipos procedentes de diferentes partes de la capital. Se afilió a la  División Intermedia en 1923. Su mejor participación, fue en la División Intermedia de 1927, ocupando una de las primeras posiciones del torneo. Seguidamente, ser promovido a la Primera profesional de 1928. José Olaya, integró el Grupo 2 del Torneo. Sport Progreso, Federación Universitaria, Circolo Sportivo Italiano y Ciclista Lima  fueron sus rivales que le tocó enfrentar en su grupo.
Al final del campeonato, pierde la categoría y retorna a la División Intermedia para la temporada 1929. En la temporada 1931, el club termina entre los ocho últimos de la División Intermedia. Por lo tanto, Olaya Chorrillos pasa a formar parte de la Zona Sur de la Promoción Intermedia. Enfrenta al Huáscar Barranco, campeón del grupo. Al final de la liguilla, pierde la categoría y desciende a la Segunda División (Lima y Callao) de 1932. 
Desde entonces, se mantuvo en la Segunda División (Lima y Callao) hasta 1937. Finalmente, Sport José Olaya, pierde la categoría y pasa a la Liga Regional de Lima y Callao por pocos años hasta su desaparición.

## Datos del club
- Temporadas en Primera División: 1 (1928).
- Temporadas en División Intermedia: 4  (1927, 1929 al 1931 ).

## Equipos Relacionados y No Relacionados

### Deportivo José Olaya
Es un equipo de fútbol fundado alrededor de 1927 en el Distrito de Chorrillos. Fue uno de los fundadores de la Liga de Balnearios y la Liga Distrital de Chorrillos. Su mayor apogeo, fue en la época de los 70's. En la actualidad el equipo se encuentra desafiliado. A pesar de la similitud del nombre, no guarda relación con el club primario. 
Uniforme 1927 al 1996
| Titular 1 | Titular 2 |

- Historia Deportivo José Olaya

## Enlaces
- http://www.rsssf.com/tablesp/peruhist.html
- Equipos fútbol del Cercado de Lima
- Primera División de 1928
- Campeonato de 1931